# Tridentella ornamenta
Tridentella ornamenta är en kräftdjursart som först beskrevs av Menzies och George 1972.  Tridentella ornamenta ingår i släktet Tridentella och familjen Tridentellidae. Inga underarter finns listade i Catalogue of Life.